# Açude Salão
O Açude Salão é um açude brasileiro no estado do Ceará, localizado no municípios de Canindé, que barra as águas do rio Salão, um afluente do rio Curu, e foi concluído em 31 de dezembro de 1916.
Sua capacidade de amarzenamento de água é de  6.049.200 m³.